# Jenő Rátz

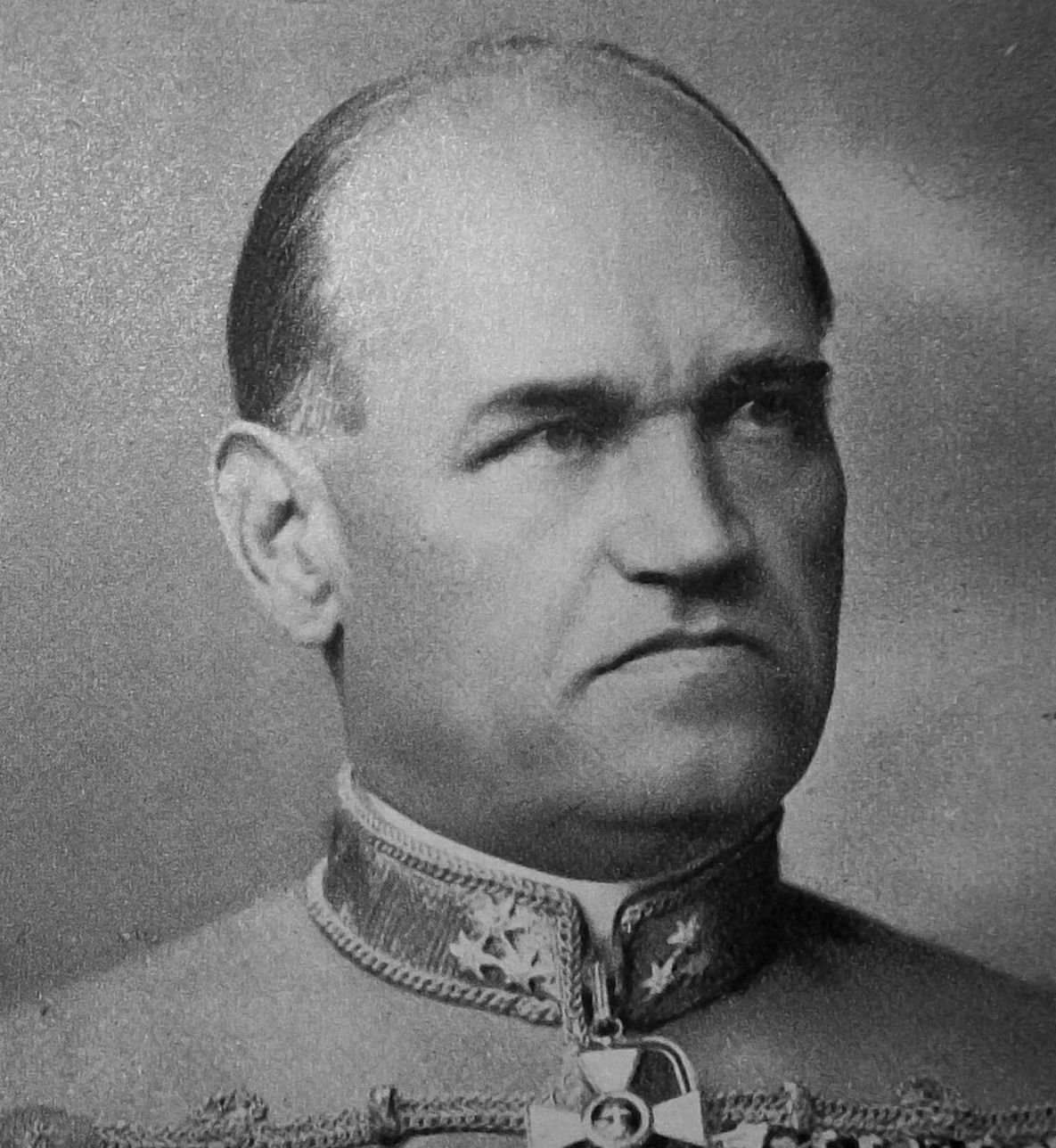
Jenő Rátz

Vitéz Jenő Rátz de Nagylak (Nagybecskerek, 20 september 1882 – Boedapest, 1949) was een Hongaars legerofficier en politicus, die in 1938 de functie van minister van Defensie uitoefende.
Rátz streed in de Eerste Wereldoorlog en bestreed de Hongaarse Radenrepubliek in het Nationaal Leger. Van oktober 1936 werd hij stafchef van het Koninklijk Hongaars Leger. Béla Imrédy stelde hem aan tot minister van Defensie. Nadien werd hij afgevaardigde in het Hongaarse Huis van Afgevaardigden. Hij was minister zonder portefeuille in de regering van Döme Sztójay. Na de Tweede Wereldoorlog werd hij door een volksgericht tot de dood veroordeeld, maar het vonnis werd nadien omgezet in een levenslange gevangenisstraf. Hij stierf vier jaar later in gevangenschap.